# Mayored to the Mob
«Mayored to the Mob» (рус. Охранник мэра) — девятый эпизод десятого сезона мультсериала «Симпсоны». Впервые вышел в эфир 20 декабря 1998 года. Сценарий написал Рон Хоуг, а режиссёром серии стал Свинтон Скотт.

## Сюжет
Симпсоны решают посетить Спрингфилдскую научно-фантастическую выставку. На ней выступает Марк Хэмилл (Люк Скайуокер из «Звёздных войн»). Он предлагает выбрать из собравшихся в зале претендента на роль в новых «Звёздных войнах». Из-за этого разворачивается массовая драка, в которой чуть не пострадали мэр Куимби и сам Марк Хэмилл. К счастью, Гомер спасает обоих от расправы. Хэмилл тут же убегает, а Куимби, разозленный на своих равнодушных охранников, не сумевших защитить мэра от инцидента, назначает Гомера своим личным телохранителем.
Гомер проходит быстрый платный курс телохранителя у Богатого Техасца и немедленно приступает к работе. Он постоянно ездит с мэром в разные заведения, где все дают Куимби «сдачу», то есть взятки. Поначалу Гомер считает это естественным делом, но вскоре он узнает об ужасающей сделке между мэром и мафиози Жирным Тони: мафия поставляет в школу молоко, которое доят из крыс! Гомер разочаровывается в Куимби и случайно чуть не выбрасывает его из окна из-за велотренажера. Гомер спасает мэра при условии, что тот разорвёт сделку. Тони сажают в тюрьму, но тут же выпускают под залог. Мафиози клянется отомстить Куимби, но Гомер не боится за мэра и везет его в театр на спектакль «Парни и куколки». Туда же приходит и Жирный Тони, явно желающий отомстить. Он посылает своего помощника разделаться с Квимби, но Гомер защищает мэра и сражается с гангстером. Правда, пока Гомер колотил помощника, сам Тони избил Куимби бейсбольной битой и убежал. Так карьера Гомера-телохранителя закончилась, под завершающей песней известной певицы (правда, Марку Хэмиллу снова пришлось пройти мимо репортёров, так что Гомеру снова пришлось попотеть…).